# Conde de Andrade e Vilalba

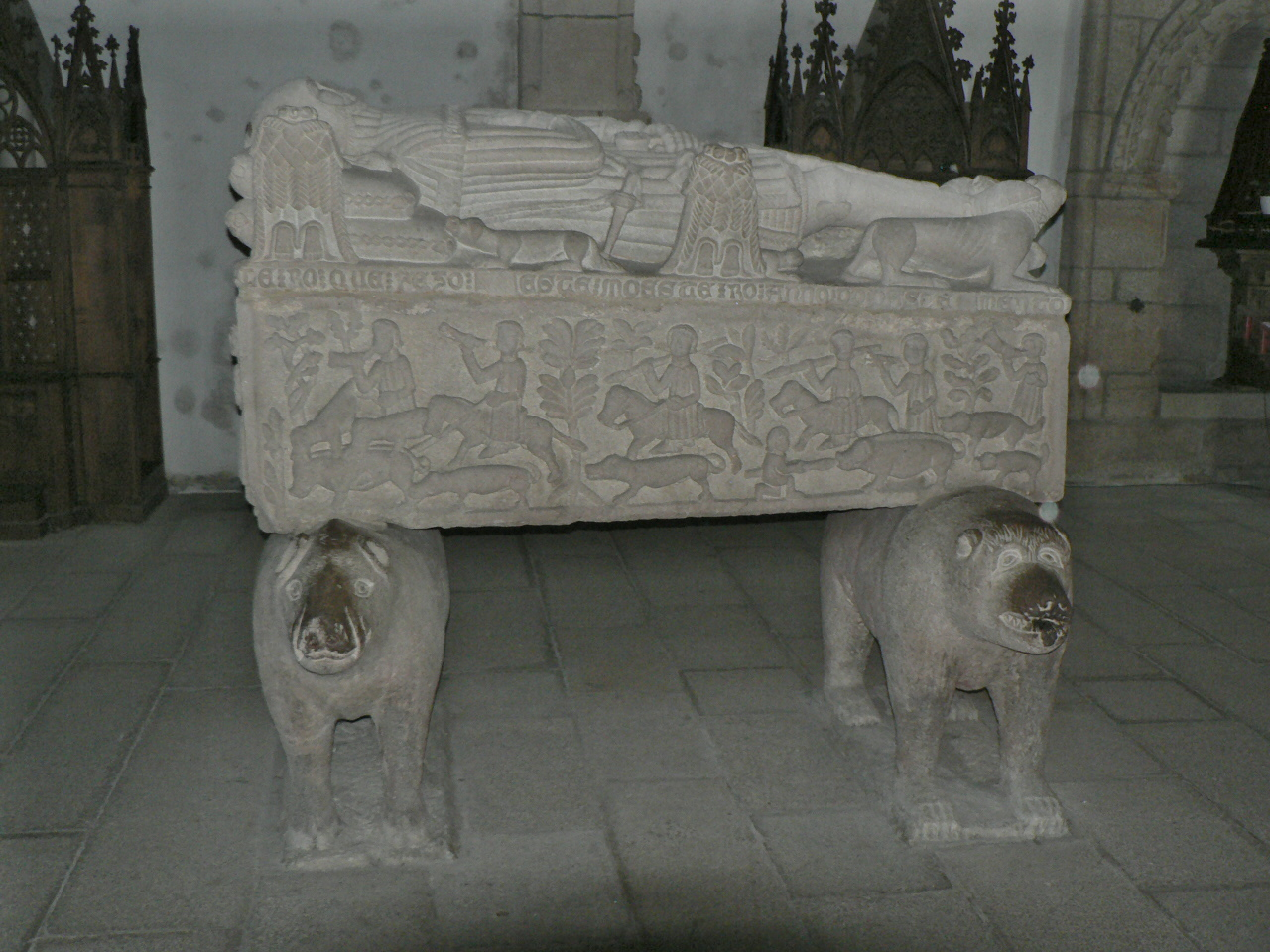
Sartego de Fernán Pérez de Andrade, O Bom.

Conde de Andrade e Vilalba é um título de nobreza galego concedido pelos Reis Católicos a Diego de Andrade ou Fernán de Andrade.

## História
A família Andrade, originária do lugar do mesmo nome começou a ter importância no século XII. O seu primeiro membro do que se tem notícia é Fortunio Bermúdez, o seu filho Pedro Bermúdez de Andrade (1182-1235) foi o primeiro chamado Senhor de Andrade e avô de Fernán Pérez de Andrade, que depois de apoiar ao herdeiro do trono Pedro I de Castela (que lhe deu o senhorio de Vilalba) se puxou da parte do usurpador Henrique de Trastámara frente a seu irmão Pedro. Quando aquele acedeu ao trono, concedeu-lhe importantes privilégios, entre eles o condado. O título passou aos seus sobrinhos e daí ao mais importante da família Fernán de Andrade. Teresa, a filha de Fernando de Andrade, casou com o Conde de Lemos e o título transmitiu-se desde então com o condado de Lemos. Hoje faz parte do conjunto de títulos da Casa de Alba.

## Condes de Andrade
1. Diego de Andrade, pai de
2. Fernán de Andrade, pai de
3. Teresa de Andrade c.c. Fernán Ruíz de Castro, primeiro Marquês de Sarria, f.d. Infante D. Dinis de Portugal e D. Beatriz de Castro, Condessa de Lemos, e neto de D. Fernando II, Duque de Bragança, pais de
4. Pedro de Castro e Andrade, pai de
5. Fernán de Castro e Andrade, pai de
6. Pedro Fernández de Castro e Andrade

## Literatura
- (em castelhano) Asociación Nobiliaria Vínculo y Mayorazgo de Lemavia. Linaje Andrade (o Andrada). http://www.casarealrurikovich.com/antepasados/andrade.pdf .